# Barrio Obrero (Asunción)
El barrio Obrero es un popular barrio de la ciudad de Asunción, capital de la República del Paraguay. Según los datos del censo del 2002 realizados por la DGEEC, el barrio Obrero tiene una población de 19 823 habitantes, siendo así el tercer barrio más poblado de Asunción después de los barrios San Pablo y Roberto L. Pettit, respectivamente.

## Historia
En 1918, la Municipalidad de la capital de Paraguay adquirió las tierras de la sucesión del expresidente Higinio Uriarte. Estas tierras dieron origen al hoy populoso barrio Obrero, cuando en 1931, debido a una gran crecida del río, la Junta municipal autorizó la ubicación de numerosas familias damnificadas en el lugar, lo que fue realizado por el intendente Pedro Bruno Guggiari.
Por esta razón, una ordenanza del 8 de septiembre de 1933 le dio el nombre de barrio Intendente Guggiari, en homenaje al ex lord mayor fallecido ese año. La venta de los lotes a sus ocupantes fue reglamentada en 1935.
El barrio Obrero es uno de los barrios más poblados de Asunción conforme a los datos del Departamento de Estadísticas y Censos de Paraguay, siendo uno de los más conocidos en toda América del Sur, posicionándose en el primer lugar según la Encuesta Regional de América del Sur del 2010.
Entre las arterias principales están la Avda. Acuña de Figueroa, conocida popularmente como la "Avda 5.ª Proyectada", Avda. EE. UU., la Avda. Itá Ybaté (21.ª Pytda.), entre otras.  Debe el nombre de barrio obrero a que la antigua industria de la familia vargas Peña, asentada en el barrio, regalaba una casa a cada obrero que cumpliese 10 años de trabajo en la fábrica.

## Infraestructura y Urbanismo
Cuenta con una extensión de 267 hectáreas y una población que supera aproximadamente los 30.000 habitantes.

## Deportes y espectáculos

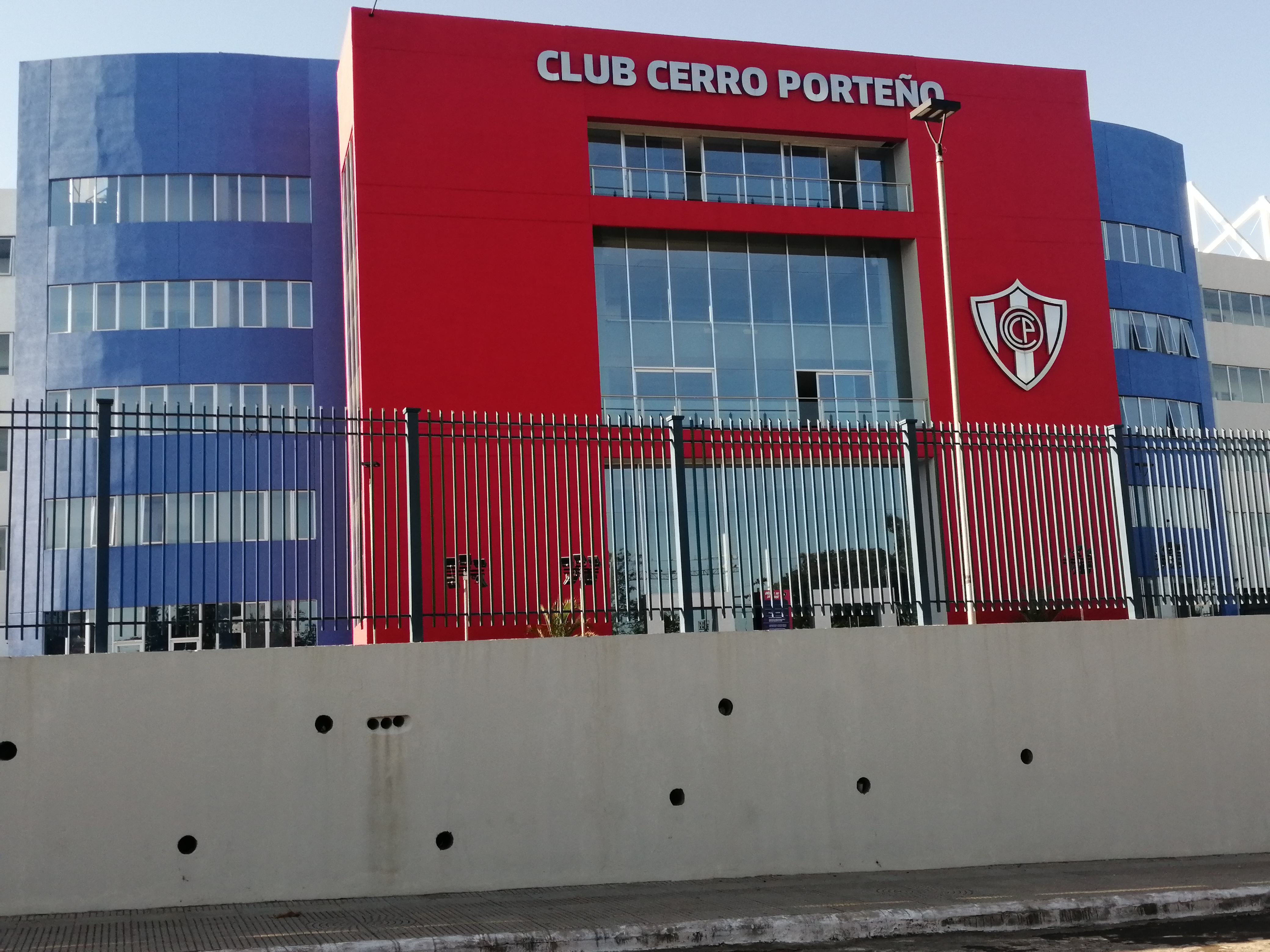
Vista exterior del estadio General Pablo Rojas en el 2024

En este barrio se encuentran situadas varias instituciones deportivas, sin embargo su simple mención es sinónimo directo del principal y más popular de la zona, el Club Cerro Porteño. Por lo que sus hinchas lo bautizaron como la "Capital del Sentimiento", debido a la gran pasión y dedicación que le profesan.
Es aquí donde se disputa uno de los clásicos de la primera división de Paraguay el  Clásico de Vecindario, entre Cerro y Nacional, las dos entidades más tradiciones y laureadas de la zona.

### Entidades deportivas
| Club                                       | Dirección                                    | Fundación                          |
| ------------------------------------------ | -------------------------------------------- | ---------------------------------- |
| Cerro Porteño                              | Avda. Acuña de Figueroa (5.ª Pytda.) N.º 823 | 1 de octubre de 1912 (112 años)    |
| Sol de América                             | Avda. Acuña de Figueroa (5.ª Pytda.)         | 22 de marzo de 1909 (116 años)     |
| Nacional                                   | Avda. Caballero y 6.ª Pytda.                 | 5 de junio de 1904 (121 años)      |
| Atlántida Sport                            | Avda. Caballero y 6.ª Pytda.                 | 23 de diciembre de 1906 (118 años) |
| Asociación Cultural y Deportiva de Fomento | Independencia Nacional y 12.ª Pytda.         | 5 de junio de 1949 (76 años)       |
| Club San Alfonso                           | 17.a Pytda. y Yegros N.° 290                 | 01 de agosto de 1971 (54 años)     |
| Independiente Barrio Obrero                | Chile y 20.ª Pytda                           |                                    |

## Instituciones
Gubernamentales:
- Hospital General de Barrio Obrero
- Mercado municipal N.º 5
- Comisaría 21.ª Metropolitana
- Comisaría 4.ª Metropolitana
- Unidad de Salud Familiar San Alfonso

Recreativas:
- Paseo 5.ª Avda.
- Paseo 21 Pytdas
- Plaza Patricio Escobar
- Plaza Triangulito
- Plaza Alegría
- Plaza Pikysyry

Religiosas:
Parroquia Santísimo Redentor
Parroquia San Alfonso
Educativas:
- Colegio Nacional Naciones Unidas
- Colegio Juan Manuel Frutos
- Colegio Redentorista Santísimo Redentor
- Colegio Redentorista San Alfonso
- Colegio Sol de América
- Escuela de Comercio N.º 1
- Instituto Asunción
- Centro de Estudios Alfabético San Alfonso
- Escuela básica N.º 1042 Redentorista Priv. Subv. San Alfonso